# Budětsko
Budětsko település Csehországban, a Prostějovi járásban. Budětsko Ochoz, Raková u Konice, Přemyslovice, Konice és Laškov településekkel határos. Lakosainak száma 422 fő (2024. január 1.).

## Népesség
A település lakosságának változását az alábbi diagram mutatja:
| Lakosok száma | 920  | 992  | 953  | 515  | 488  | 393  | 431  | 412  | 410  | 422  |
|               | 1869 | 1900 | 1921 | 1961 | 1980 | 2011 | 2016 | 2019 | 2021 | 2024 |